# Beeskow (hrad)
Beeskow je hrad v braniborském městě Beeskow v Německu.

## Historie
První zmínka o hradu pochází z roku 1272. Podobně jako hrad Storkow patřil rytířům ze Strele. Již kolem roku 1320 byl hradní areál tvořen palácem a bergriftem, avšak některé prameny mylně tvrdí, že tomu bylo až po převedení majetku biskupovi. Společně s dalšími vodními hrady tvořil Beeskow obrannou linii ve střední marce.
Dalšími majiteli byli páni z Biberštejna. Roku 1518 dal hrad Ulrich z Biberštejna do zástavy biskupu lubušskému, Ditrichu z Bülow, který si z hradu udělal svou biskupskou rezidenci. Nechal si hrad přestavět za 4834 guldenů, což napovídá o přepychovém vybavení hradních interiérů a o jejich rozsáhlé freskové výmalbě.
Roku 1556 hrad dostal Johann I. Braniborský. Po jeho smrti v roce 1575 připadl hrad braniborským kurfiřtům. Následně měl hrad v zástavě v letech 1625 až 1627 Gebhard XXIII. z Alvenslebenu, společně s hradem Storkow. Poté hrad až do roku 1915 sloužil dynastii Hohenzollernů jako správní budova, kdy hrad přejalo město Beeskow, které hrad nadále využívalo k správním a hospodářským účelům.
Na konci druhé světové války roku 1945 vyhořelo východní křídlo hradu. Po válce hrad sloužil jako noclehárna pro utečence z Východního Pruska a Slezska.
Po jednání okresního parlamentu v roce 1991 byl hrad předělán na kulturní a vzdělávací centrum. Bylo zde zřízeno regionální muzeum, které se zabývá historickými, etnografickými a ekologickými tématy. Mimo to ve sklepení vznikla expozice práva útrpného. Časté výstavy představují zejména umění bývalé Německé demokratické republiky. V hradu taktéž sídlí archiv sbírek umění, který obsahuje na 23 tisíc objektů, především maleb, grafik, kreseb, akvarelů, fotografií či medailí a také Dokumentationszentrum Kunst der DDR (česky Dokumentační centrum umění NDR). Archivované sbírky jsou také propůjčovány na výstavy do zahraničí.
Společně s hradem Storkow a Friedland tvoří Beeskow Verbund Strele-Burgen (česky Sdružení hradů rytířů ze Strele), které si klade za cíl prezentovat a podporovat kulturní dědictví v okresu Odra-Spréva.

## Galerie

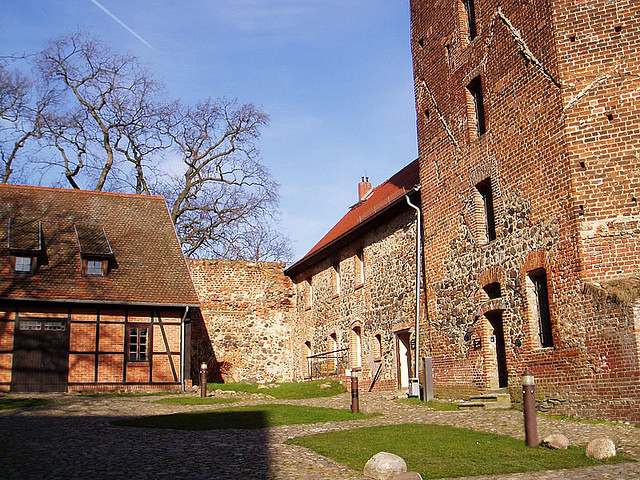
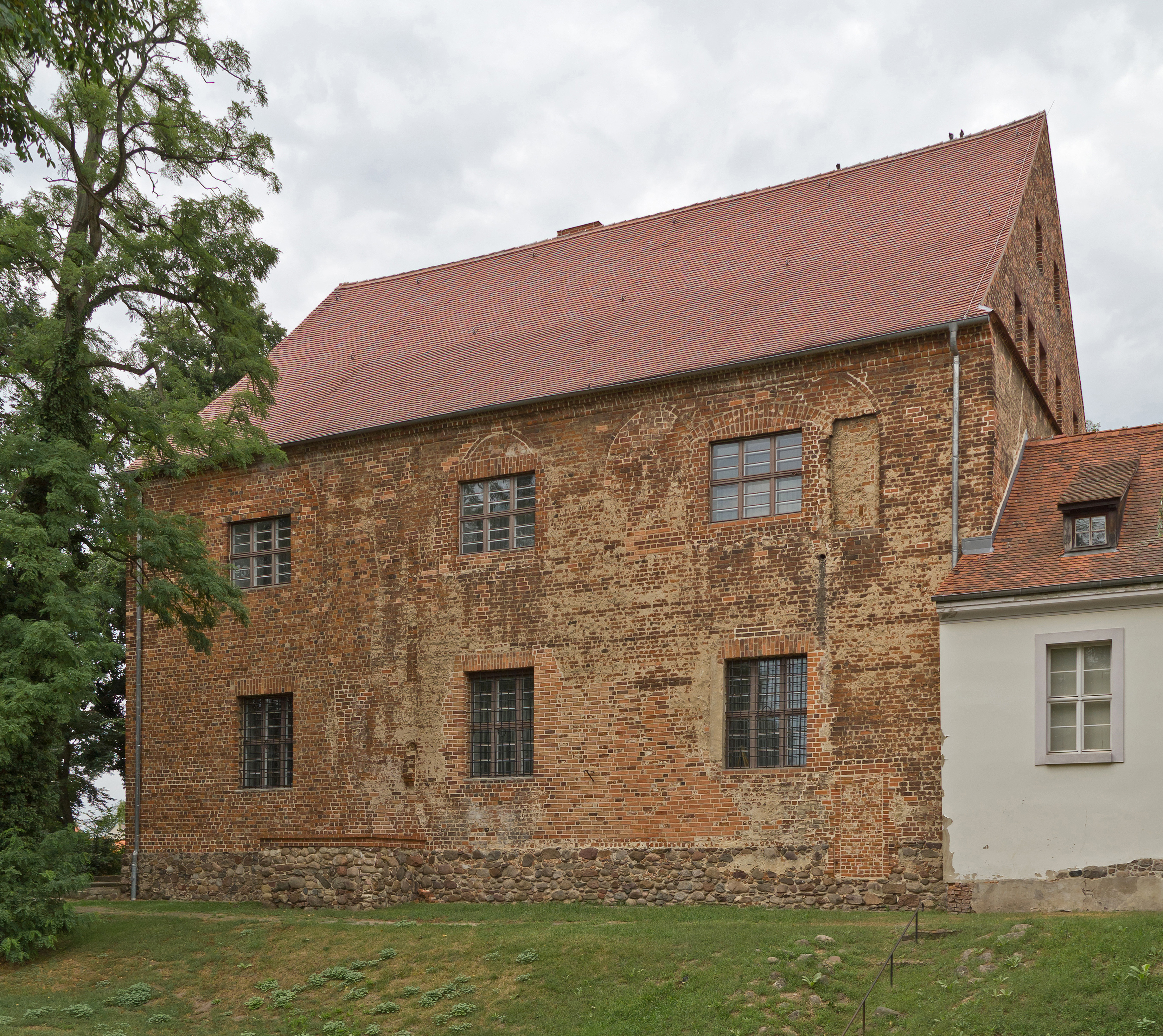
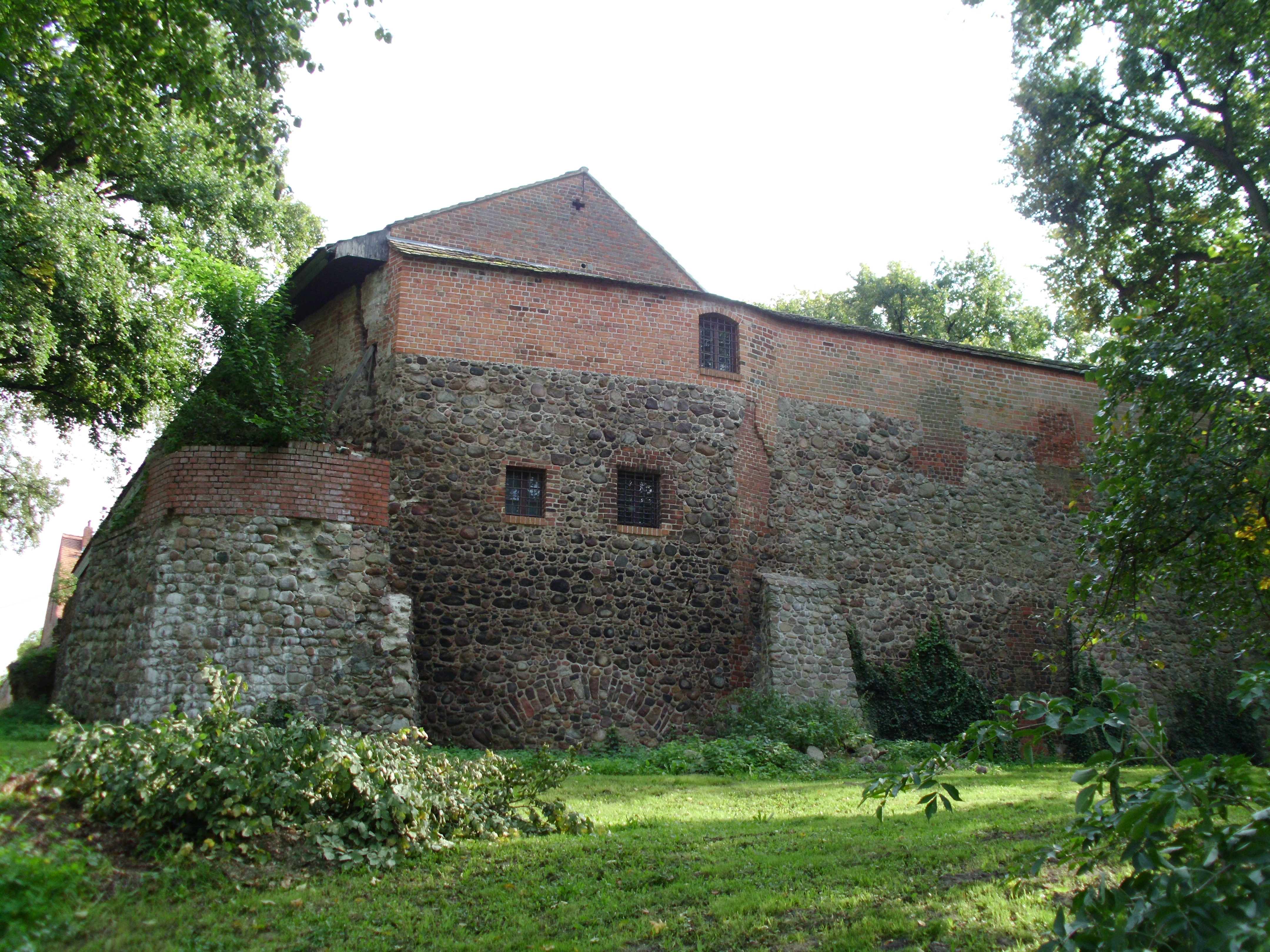